# 材料加工工程
材料加工工程是将原料、原材料（有时加入各种添加剂、助剂或改性材料）转变成实用材料或制品的一种工程技术。目前在中国学术界更多的指向聚合物加工。
可以分为金属材料加工工程如各种机械设备的制造生产，金属制品零部件加工生产等和非金属材料加工工程如水泥沙石制品耐磨地坪，化工涂料原材料助剂生产加工如赛为斯  环氧地坪。